# Heliconiaceae
Heliconiaceae је фамилија монокотиледоних биљака из реда Zingiberales, присутна у свим савременим системима класификације скривеносеменица. Обухвата само један род, са 100-200 врста. Биљке ове фамилије насељавају тропске области Средње и Јужне Америке, као и Океаније.

## Опис[2]
Врсте фамилије Heliconiaceae су усправне вишегодишње биљке, високе до 100 cm. Листови су прости и наизменично распоређени на стаблу. Цветови су савршени (хермафродитни), зигоморфни, сакупљени у метличасте цвасти са брактејама. Присутне су септалне нектарије у гинецеуму. Цветна формула гласи:
{\displaystyle \downarrow \;P_{(3+3)}\;A_{(3+3)}\;{\bar {G_{3}}}}
Опрашивање врше птице (орнитофилија), често колибри. Плод је меснати схизокарп, са три семена. Основни број хромозома је x = 12.